# Joe Gauci
Joe Gauci (Adelaida, 4 de julio de 2000) es un futbolista australiano que juega en la demarcación de portero para el Port Vale F. C. de la League One.

## Selección nacional
Hizo su debut con la selección de fútbol de Australia el 28 de marzo de 2023 en un partido amistoso contra Ecuador que finalizó con un resultado de 1-2 a favor del combinado ecuatoriano tras el gol de Brandon Borrello para Australia, y de Pervis Estupiñán y Willian Pacho para Ecuador.

## Clubes
| Club                           | País       | Año       | Partidos | Goles |
| ------------------------------ | ---------- | --------- | -------- | ----- |
| West Torrens Birkalla SC       | Australia  | 2017-2018 | 31       | 0     |
| Central Coast Mariners Academy | Australia  | 2018-2019 | 5        | 0     |
| Central Coast Mariners F. C.   | Australia  | 2019      | 0        | 0     |
| Adelaide City F. C.            | Australia  | 2019      | 8        | 0     |
| Melbourne City F. C.           | Australia  | 2019-2020 | 0        | 0     |
| Adelaide United FC Youth       | Australia  | 2020-2021 | 2        | 0     |
| Adelaide United F. C.          | Australia  | 2020-2024 | 76       | 0     |
| Aston Villa F. C.              | Inglaterra | 2024-2025 | 2        | 0     |
| Barnsley F. C. (cedido)        | Inglaterra | 2025      | 7        | 0     |
| Port Vale F. C. (cedido)       | Inglaterra | 2025-     |          |       |